# فینال‌های ان‌بی‌ای ۱۹۵۶
سری فینال‌های قهرمانی جهان ان‌بی‌ای ۱۹۵۵ دور قهرمانی اتحادیهٔ ملی بسکتبال (NBA) در فصل ۵۶–۱۹۵۵ می‌باشد. فیلادلفیا واریرز در یک سری بهترین از هفت برابر فورت وین پیستونز قرار گرفت و با برد چهار بازی در برابر یک برد رقیب، توانست عنوان قهرمانی را کسب کند. ویژگی متمایز این سری برگزاری یکی در میان بازی‌ها در زمین مسابقهٔ دو تیم است که این سری را به همراه سری فینال‌های سال ۱۹۷۱ که به همین شکل برگزار گردید، از سری‌های دیگر متفاوت کرده‌است.

## خلاصه سری
| بازی   | تاریخ   | تیم میزبان | نتیجه         | تیم مهمان |
| ------ | ------- | ---------- | ------------- | --------- |
| بازی ۱ | ۳۱ مارس | فیلادلفیا  | ۹۹–۹۴ (۱–۰)   | فورت وین  |
| بازی ۲ | ۱ آوریل | فورت وین   | ۸۴–۸۳ (۱–۱)   | فیلادلفیا |
| بازی ۳ | ۳ آوریل | فیلادلفیا  | ۱۰۰–۹۶ (۲–۱)  | فورت وین  |
| بازی ۴ | ۵ آوریل | فورت وین   | ۱۰۵–۱۰۷ (۱–۳) | فیلادلفیا |
| بازی ۵ | ۷ آوریل | فیلادلفیا  | ۹۹–۸۸ (۴–۱)   | فورت وین  |

واریرز برندهٔ سری ۴–۱